# Уилмот (Арканзас)
Уилмот (англ. Wilmot, Arkansas) — город, расположенный в округе Ашли (штат Арканзас, США) с населением в 786 человек по статистическим данным переписи 2000 года.

## География
По данным Бюро переписи населения США город Уилмот имеет общую площадь в 4,92 квадратных километров, водных ресурсов в черте населённого пункта не имеется.
Город Уилмот расположен на высоте 33 метра над уровнем моря.

## Демография
По данным переписи населения 2000 года в Уилмоте проживало 786 человек, 187 семей, насчитывалось 290 домашних хозяйств и 367 жилых домов. Средняя плотность населения составляла около 164 человек на один квадратный километр. Расовый состав Уилмота по данным переписи распределился следующим образом: 24,17 % белых, 75,19 % — чёрных или афроамериканцев, 0,64 % — представителей смешанных рас.
Испаноговорящие составили 0,64 % от всех жителей города.
Из 290 домашних хозяйств в 27,2 % — воспитывали детей в возрасте до 18 лет, 35,5 % представляли собой совместно проживающие супружеские пары, в 24,1 % семей женщины проживали без мужей, 35,2 % не имели семей. 33,1 % от общего числа семей на момент переписи жили самостоятельно, при этом 16,9 % составили одинокие пожилые люди в возрасте 65 лет и старше. Средний размер домашнего хозяйства составил 2,54 человек, а средний размер семьи — 3,27 человек.
Население города по возрастному диапазону по данным переписи 2000 года распределилось следующим образом: 26,8 % — жители младше 18 лет, 9,0 % — между 18 и 24 годами, 21,0 % — от 25 до 44 лет, 22,8 % — от 45 до 64 лет и 20,4 % — в возрасте 65 лет и старше. Средний возраст жителей составил 39 лет. На каждые 100 женщин в Уилмоте приходилось 77,0 мужчин, при этом на каждые сто женщин 18 лет и старше приходилось 80,8 мужчин также старше 18 лет.
Средний доход на одно домашнее хозяйство в городе составил 14 167 долларов США, а средний доход на одну семью — 20 917 долларов. При этом мужчины имели средний доход в 22 188 долларов США в год против 17 250 долларов среднегодового дохода у женщин. Доход на душу населения в городе составил 9528 долларов в год. 38,1 % от всего числа семей в округе и 40,4 % от всей численности населения находилось на момент переписи населения за чертой бедности, при этом 53,6 % из них были моложе 18 лет и 49,2 % — в возрасте 65 лет и старше.